# Bayerisches Jahrbuch
Das Bayerische Jahrbuch ist ein jährlich erscheinendes kommerziell erstelltes  „Auskunfts- und Adressenwerk über Behörden, Ministerien, Verbände und Gemeinden“ der Verlagsgruppe De Gruyter Saur. Sein vollständiger Titel beginnt immer mit Bayerisches Jahrbuch (Jahreszahl). Entgegen dem Titel gibt es auch detaillierte Auskunft über das Bayerische Parlament einschließlich aller Abgeordneter sowie über Versorgungseinrichtungen und diverse Vereine.

## Geschichte
Das Bayerische Jahrbuch erscheint seit dem Jahr 1990 mit der Ausgabe Bayerisches Jahrbuch 1989/90. Das grosse Auskunfts- und Adressenwerk (ISBN 3-87249-170-9).

## Kritik
Das Bayerische Jahrbuch wird über den Buchhandel und online vertrieben (derzeitiger Handelspreis 239 €) und ist nicht anzeigenfrei. Der Verlag bietet das Handbuch auch kostenpflichtig unter seiner Marke ReferenceGlobal zum Onlinezugriff an. Kritiker verlangen, dass amtliche Angaben des öffentlichen Lebens kostenfrei zugänglich sein sollten.